# 斯拉蒂納-蒂米什鄉
45°15′N 22°17′E / 45.250°N 22.283°E
斯拉蒂納-蒂米什鄉（羅馬尼亞語：Comuna Slatina-Timiș, Caraș-Severin），是羅馬尼亞的鄉份，位於該國西南部，由卡拉什-塞維林縣負責管轄，面積151平方公里，海拔高度371米，2007年人口3,105，人口密度每平方公里21人。